# Tanque Verde
Tanque Verde és una concentració de població designada pel cens dels Estats Units a l'estat d'Arizona. Segons el cens del 2000 tenia 16.195 habitants.

## Demografia
Segons el cens del 2000, Tanque Verde tenia 16.195 habitants, 5.810 habitatges, i 4.903 famílies La densitat de població era de 190,2 habitants/km².
Dels 5.810 habitatges en un 35,2% hi vivien nens de menys de 18 anys, en un 76,3% hi vivien parelles casades, en un 5,5% dones solteres, i en un 15,6% no eren unitats familiars. En el 12,2% dels habitatges hi vivien persones soles el 4% de les quals corresponia a persones de 65 anys o més que vivien soles. El nombre mitjà de persones vivint en cada habitatge era de 2,77 i el nombre mitjà de persones que vivien en cada família era de 3,01.
Per edats la població es repartia de la següent manera: un 25,3% tenia menys de 18 anys, un 4,9% entre 18 i 24, un 22,7% entre 25 i 44, un 35,1% de 45 a 60 i un 12% 65 anys o més.
L'edat mediana era de 44 anys. Per cada 100 dones de 18 o més anys hi havia 97,9 homes.
La renda mediana per habitatge era de 80.530 $ i la renda mediana per família de 84.228 $. Els homes tenien una renda mediana de 60.257 $ mentre que les dones 35.356 $. La renda per capita de la població era de 36.467 $. Aproximadament l'1,5% de les famílies i el 2,4% de la població estaven per davall del llindar de pobresa.

## Poblacions més a prop
El següent diagrama mostra les poblacions més a prop.